# 979
979 (CMLXXIX) var ett normalår som började en onsdag i den julianska kalendern.

## Händelser

### Okänt datum
- Tynwald bildas på Isle of Man och är därmed ett av världens äldsta ännu existerande parlament.
- Songdynastin krossar riket Norra Han.
- Staden Bryssel grundas.
- Ludvig V av Frankrike kröns, men kan inte tillträda förrän 986.

## Födda
- Estrid, drottning av Sverige cirka 1000–1022, gift med Olof Skötkonung.
- Mahmud av Ghazni, pashtunsk krigsherre.

## Avlidna
- Dinh Bo Linh, vietnamesisk kung och grundare av Dinhdynastin
- Iago ap Idwal, kung av Gwynned